# هيسكو أوكازاكي
هيسكو أوكازاكي (باليابانية: 岡崎 久彦 ) هو هو دوبلوماسي وسياسي ياباني. عُين سفير اليابان في السعودية في الفترة (1984–1988م).